# WWE-pay-per-viewevenementen 2000
De WWE-pay-per-viewevenementen in 2000 bestond uit professioneel worstelevenementen, die door de WWE werden georganiseerd in het kalenderjaar 2000.
In 2000 introduceerde de organisator, toen de World Wrestling Federation (WWF) genaamd, met Insurrextion een nieuwe, jaarlijkse evenement. Dit jaar werd het evenement, Fully Loaded, voor de laatste keer georganiseerd.

## WWE-pay-per-viewevenementen in 2000
| Datum             | Evenement         | Locatie                                | Stad                        |
| ----------------- | ----------------- | -------------------------------------- | --------------------------- |
| 23 januari 2000   | Royal Rumble      | Madison Square Garden                  | New York                    |
| 27 februari 2000  | No Way Out        | Hartford Civic Center                  | Hartford (Connecticut)      |
| 2 april 2000      | WrestleMania 2000 | Arrowhead Pond                         | Anaheim (Californië)        |
| 30 april 2000     | Backlash          | MCI Center                             | Washington D.C.             |
| 6 mei 2000        | Insurrextion      | Earls Court Exhibition Centre          | Londen                      |
| 21 mei 2000       | Judgment Day      | Freedom Hall                           | Louisville (Kentucky)       |
| 25 juni 2000      | King of the Ring  | Fleet Center                           | Boston (Massachusetts)      |
| 23 juli 2000      | Fully Loaded      | Reunion Arena                          | Dallas (Texas)              |
| 27 augustus 2000  | SummerSlam        | Raleigh Entertainment and Sports Arena | Raleigh (North Carolina)    |
| 24 september 2000 | Unforgiven        | First Union Center                     | Philadelphia (Pennsylvania) |
| 22 oktober 2000   | No Mercy          | Pepsi Arena                            | Albany (New York)           |
| 19 november 2000  | Survivor Series   | Ice Palace                             | Tampa (Florida)             |
| 2 december 2000   | Rebellion         | Sheffield Arena                        | Sheffield                   |
| 10 december 2000  | Armageddon        | Birmingham-Jefferson Civic Center      | Birmingham (Alabama)        |